# 伍素瑩
伍素瑩（Su-Ying Wu），台灣生物化學家，長於結構生物學，具英國愛丁堡大學結構生物化學博士學位，任職於台灣國立衛生研究院生物技術與藥物研究所，研發糖尿病、抗病毒及抗癌藥物，獲第三屆「台灣傑出女科學家獎新秀獎」。

## 生平
伍素瑩為台灣國立衛生研究院生物技術與藥物研究所研究員，主要研究領域為結構生物學。1994年畢業於台灣大學化學系，1995年前往英國愛丁堡大學攻讀蛋白質結晶學，1999年取得結構生物化學博士學位。
畢業後，留在英國做了兩年的博士後研究進行抗癌藥物研發。2002年加入台灣國家衛生研究院生物技術與藥物研究組（現為生技與藥物研究所），擔任助理研究員，於2006年升等為副研究員，2011年升等為專任研究員至今。

## 學術成就
伍素瑩長期致力於結構生物學，透過她所建立的分子結構模擬設計平台技術，以電腦輔助藥物設計（computer-aided drug design technology）及X光蛋白質晶體繞射分析（x-ray protein crystallograph），了解藥物與標靶蛋白質分子的結合位置，助於開發新藥物及縮短開發時間。目前已研發糖尿病藥物（PPARγ活化劑、DPP-IV酵素抑制劑）及抗病毒藥物（SARS-CoV protease抑制劑），也參與抗癌藥物的研究，因此2009年獲台灣國立衛生研究院「98年度國衛院年輕學者學術成就獎」；2010年獲第三屆「台灣傑出女科學家獎新秀獎」。
伍素瑩最先投入研發過氧化酶增生子—活化γ受體（PPARγ: peroxisome proliferator-activated receptor gamma）活化劑，PPARγ受體具調控血糖和脂質代謝的功能，可以做為藥物設計的標靶蛋白質。她用電腦篩選十幾萬個化合物的資料庫，再經過生物實驗的測試找到活性不錯的化合物，一步步修整它的結構，花兩年設計藥物，希望加強化合物與PPARγ受體活性區的結合，提高化合物的活性，並保有藥物作用的專一性，減少副作用。
在2003年SARS（嚴重急性呼吸道症候群）疫病肆虐台灣期間，她加入國內各醫學機構聯合組成的研究團隊，進行抗SARS藥物的研發工作，找尋新穎SARS-CoV protease抑制劑，成功找到一類具活性的化合物。
後來，伍素瑩投入研發另一種降血糖藥：二胜基肽酶—4（DPP-IV: dipeptidyl peptidase-4）酵素抑制劑。在生技與藥物研究所多位同仁的努力下，找到數個具活性的先導化合物。於2008年發現代號DBPR108的藥物，順利完成臨床前試驗，取得美國FDA許可，2012年在台北市立萬芳醫院進行臨床人體試驗，2015年已完成第一期人體試驗。
國衛院於2022年7月8日發表可「一箭雙鵰」的抗癌新藥，可抑制癌細胞同時活化免疫細胞去攻擊腫瘤，未來將以癒後不佳與容易復發的三陰性乳癌、肝癌與非小細胞肺癌末期癌症病患為優先。伍素瑩當日與國衛院院長梁賡義、生技藥研所博士後研究員李慕珺、謝興邦和顏婉菁一同出席發布會。

## 家庭
伍素瑩與丈夫兩人都是基督徒，在教會相識相戀，於2003年結婚，育有二女一子（兒子為老三），丈夫為電子業的IC研發工程師，支持伍素瑩進入家庭後應該繼續工作，婆婆也從台南北上照顧小孩，讓伍素瑩安心地在科學上發揮專業。
她的辦公室牆上貼滿兩個女兒的畫作，內容大多是全家假日出遊的場景或是獻給媽媽的手繪卡片，家人的支持給予她安定的力量，而她也鼓勵子女能隨著自己的喜好發展。